# Fiugajki, Gmina Dąbrówno
Fiugajki [fjuˈɡai̯ki] (tiếng Đức: Fiugaiken)  là một ngôi làng thuộc khu hành chính của Gmina Dąbrówno, thuộc hạt Ostróda, Warmian-Masurian Voivodeship, ở miền bắc Ba Lan. Nó cách Ostróda khoảng 25 kilômét (16 mi) về phía nam và cách thủ phủ khu vực Olsztyn 46 km (29 mi) về phía tây nam.